# Ereda
Ereda est un village du comté d'Ida-Viru, dans le nord-est de l'Estonie. En 2020, il compte 69 habitants.

## Histoire
Le village est documenté pour la première fois en 1420.
Pendant l'occupation allemande lors de Seconde Guerre mondiale, un camp de travail nazi y est situé. C'était d'un camp satellite du camp de concentration de Vaivara.
Un monument y commémore le sort des prisonniers et des victimes, notamment juives, du nazisme.